# Епископ шабачко-ваљевски Гаврило
Епископ Гаврило (световно Ђорђе Поповић; Баја, 23. октобар 1811 – Београд, 19. фебруар 1871) је био епископ, епископ шабачки, ректор Лицеја и катихета београдски.

## Биографија
Основну школу и шест разреда гимназије завршио је у Баји. У Сегедину и Ђуру завршио је филозофију, тј. седми и осми разред гимназије. Започео је студиј права у Пешти, али након једне године студирања прешао је на богословију у Сремске Карловце. Богословију је завршио у Сремским Карловцима, а онда је на позив београдског митрополита Петра прешао 1834. у Србију. Исте године рукоположен је за ђакона и радио је као чиновник у митрополији. Подигнут је 1835. за протођакона.
У Београду је 1836. основана богословија и Гаврило је постао професор Београдске богословије. У тој служби остао је до 1839. Од 1839. постао је вероучитељ у Лицеју у Крагујевцу. Лицеј је 1841. премештен из Крагујевца у Београд, па се и Гаврило са службом преселио у Београд. Остао је на месту вероучитеља до маја 1844.
Од 11. VI 1842 је Редовни члан Друштва српске словесности. Потпредседник ДСС 1848, 1855 и 1856, секретар ДСС 1850.
Маја 1844. разрешен је дужности професора у Лицеју и постављен је за архимандрита и члана конзисторије.
25. новембра 1860 је постављен за шабачкога владику.
27. новембра 1866 је пензионисан и након тога једно време је живео у манастиру Раваници и у манастиру Букову.
Од 6. II 1869 је почасни члан Српског ученог друштва наименован 29. VI 1864. Редовни је члан (Одсека филолошког и философског).
Када је тешко оболио дошао је 1870. у Београд, где је живео код свога пријатеља и рођака Теодосија Мраовића. Умро је 7/19. фебруара 1871. у Београду.